# スミゾメニセツノヒラムシ
スミゾメニセツノヒラムシ（Pseudobiceros nigromarginatus）は、クロスジニセツノヒラムシ属のヒラムシの一種。

## 概要
背面にはクロスジニセツノヒラムシと同じ3本の筋が入っているが、左右の筋は細く、背面全体が暗褐色をしている。

## 分布
生息地域は以下の通り。

### 日本
房総半島、三浦半島、伊豆半島、沖縄県、慶良間諸島 ほか。

### 海外
インド洋、太平洋 など。